# Olympische Sommerspiele 1924
| Medaillenspiegel               | Medaillenspiegel   | Medaillenspiegel | Medaillenspiegel | Medaillenspiegel | Medaillenspiegel |
| Platz                          | Land               | G                | S                | B                | Ges.             |
| ------------------------------ | ------------------ | ---------------- | ---------------- | ---------------- | ---------------- |
| 1                              | Vereinigte Staaten | 45               | 27               | 27               | 99               |
| 2                              | Finnland           | 14               | 13               | 10               | 37               |
| 3                              | Frankreich         | 13               | 15               | 10               | 38               |
| 4                              | Großbritannien     | 9                | 13               | 12               | 34               |
| 5                              | Königreich Italien | 8                | 3                | 5                | 16               |
| 6                              | Schweiz            | 7                | 8                | 10               | 25               |
| 7                              | Norwegen           | 5                | 2                | 3                | 10               |
| 8                              | Schweden           | 4                | 13               | 12               | 29               |
| 9                              | Niederlande        | 4                | 1                | 5                | 10               |
| 10                             | Belgien            | 3                | 7                | 3                | 13               |
| …                              | …                  | …                | …                | …                | …                |
| 20                             | Österreich         | –                | 3                | 1                | 4                |
| Vollständiger Medaillenspiegel |                    |                  |                  |                  |                  |

Die Olympischen Sommerspiele 1924 (auch Spiele der VIII. Olympiade genannt) fanden vom 4. Mai bis 27. Juli 1924 in Paris statt. Die anderen Bewerberstädte waren Amsterdam und Barcelona, Los Angeles, Prag und Rom. Die Hauptstadt Frankreichs war somit zum zweiten Mal nach 1900 Austragungsort Olympischer Sommerspiele.

## Höhepunkte

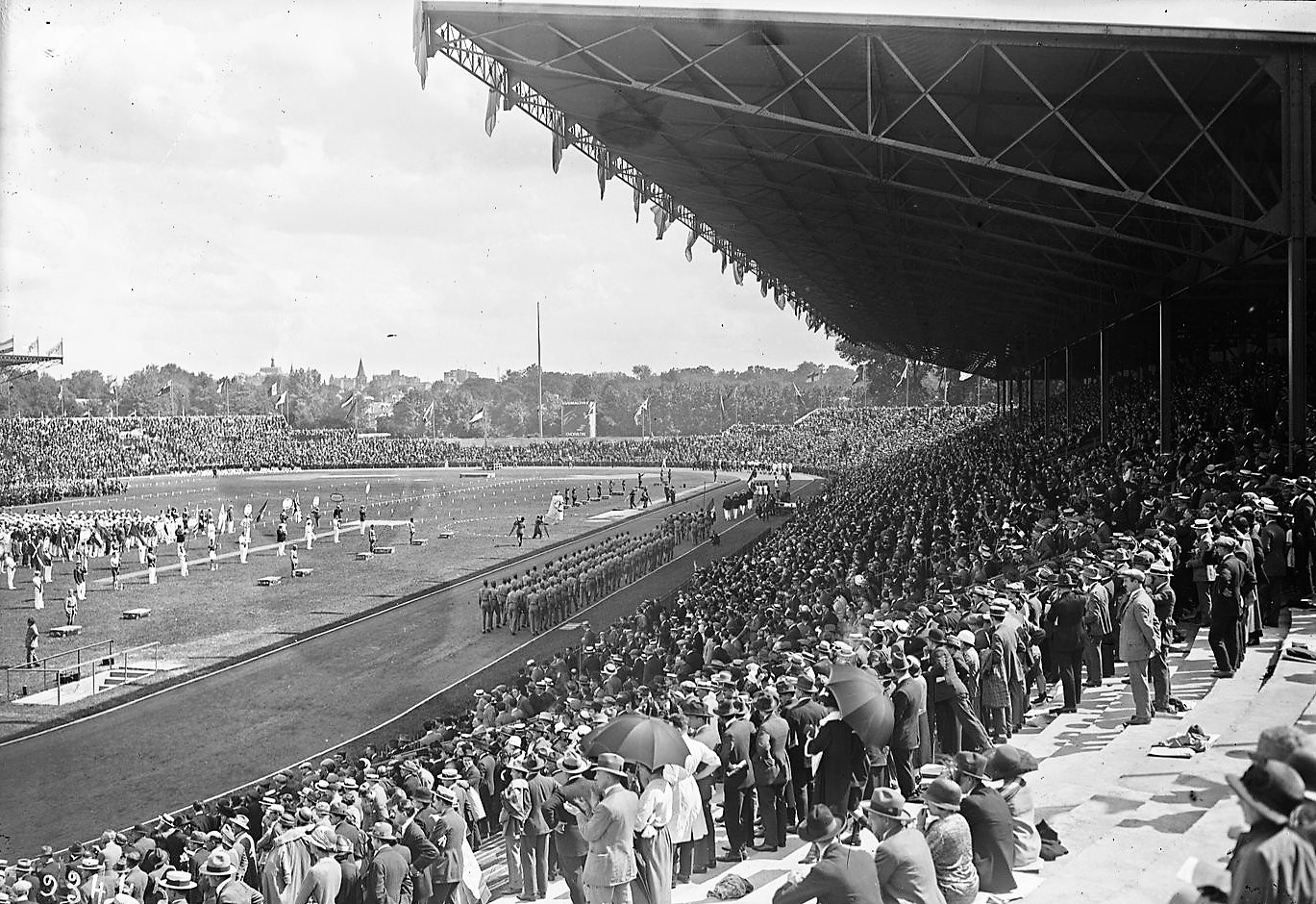
Eröffnungsfeier der Olympischen Spiele 1924

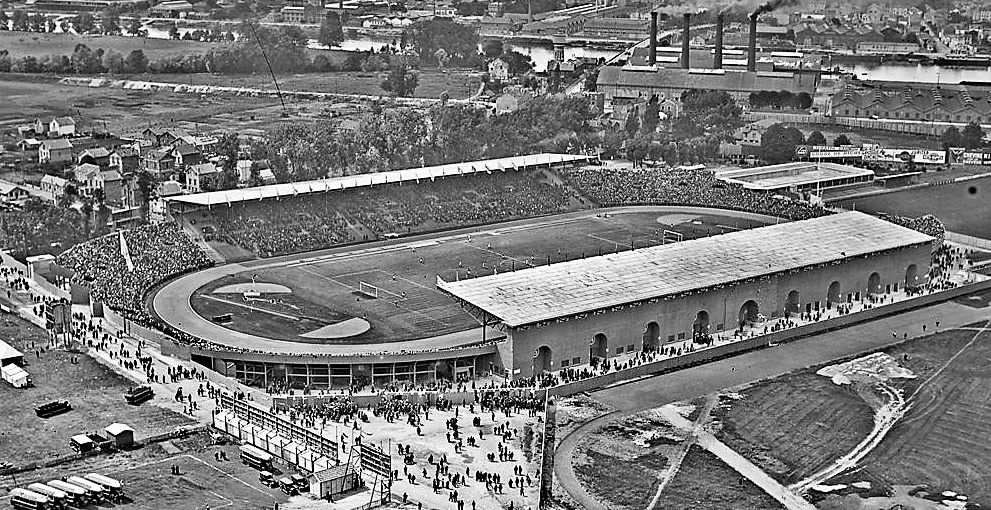
Luftbild des Olympiastadions während des Fußball-Finalspiels

- Offiziell eröffnet wurden die Spiele durch den französischen Präsidenten Gaston Doumergue. Den Athleteneid sprach der französische Leichtathlet Géo André.
- Bei der Abschlussfeier wurde erstmals das zeremonielle Hissen der drei Flaggen, die des Olympischen Komitees, die der ausrichtenden Nation und die der nächsten ausrichtenden Nation, ausgeführt.
- Zum ersten Mal zitierte man das neue olympische Motto „citius, altius, fortius“ (schneller, höher, weiter (eigentlich stärker)), erdacht von dem französischen Pater Henri Didon.

## Herausragende Sportler
- Der Schwimmer Johnny Weissmüller aus den USA gewann drei Goldmedaillen, davon zwei in Einzelwettbewerben und eine mit der Mannschaft.
- Der finnische Läufer Paavo Nurmi, der schon 1920 drei Goldmedaillen gewonnen hatte, errang sensationelle fünf Goldmedaillen. Sein Landsmann Ville Ritola gewann ebenfalls als Läufer viermal Gold und zweimal Silber.

## Erwähnenswertes
- Die Spiele wurden auf ausdrücklichen Wunsch von Pierre de Coubertin an Paris vergeben – die Favoriten der anderen IOC-Mitglieder waren Amsterdam und Los Angeles. Um einen Skandal zu vermeiden, wurden die nächsten beiden Sommerspiele als Kompromiss an Amsterdam und Los Angeles vergeben.
- Begründer der Olympischen Spiele und IOC-Präsident Coubertin erlebte seine „Wunschspiele“, wollte die „Schmach“ von 1900 vergessen machen und zog sich nach den Spielen als IOC-Ehrenpräsident vom aktiven Geschehen zurück.
- 1000 akkreditierte Journalisten berichteten über die Spiele.
- In den Jahren zwischen 1912 und 1948 wurden bei sieben Olympischen Spielen auch Medaillen für künstlerische Leistungen auf 18 Gebieten vergeben. 1924 gab es folgende prämierte Kunstwettbewerbe: Städtebauliche Entwürfe, Bildhauerkunst/Plastiken, Malerei und Grafik und Musik (mit den Unterteilungen in Musik jeder Art, Gesangskompositionen, Kompositionen für ein Instrument und Kompositionen für Orchester).
- In der Leichtathletik gab es trotz großer Hitze (an manchen Tagen bis zu 45 Grad Celsius) sieben Weltrekorde.
- Dies waren bis Seoul 1988 die letzten Spiele mit Tennis als olympische Sportart.
- Der Film Die Stunde des Siegers (von 1981) thematisiert die Teilnahme von Harold Abrahams und Eric Liddell an den Leichtathletikwettbewerben.

## Wettkampfprogramm
Es wurden 126 Wettbewerbe (115 für Männer, 10 für Frauen und 1 Mixed-Wettbewerb) in 17 Sportarten/23 Disziplinen ausgetragen. Das waren 30 Wettbewerbe und 5 Sportarten/6 Disziplinen weniger als in Antwerpen 1920. Nachfolgend die Änderungen im Detail:
- Bogenschießen (10 Wettkämpfe) und Tauziehen wurde aus dem olympischen Programm genommen.
- Debüt der Frauen im Fechten mit Einzel Florett.
- Hockey entfiel in Paris 1924.
- In der Leichtathletik entfielen das 3000-m-Gehen und der Gewichtweitwurf der Männer.
- Im Reitsport wurde die Disziplin Kunstreiten (Voltigieren) aus dem Programm genommen.
- Im Freistilringen wurden die beiden Gewichtsklassen Bantam- und Weltergewicht hinzugefügt. Im griechisch-römischen Stil wurde die Gewichtsklasse Bantamgewicht in Programm genommen.
- Beim Rudern wurden der Zweier- und Vierer ohne Steuermann für Männer wieder eingeführt.
- Im Schießen waren Schnellfeuerpistole und Kleinkalibergewehr liegend 50 m für Männer wieder im Programm – hinzugefügt wurden die Einzel- und Mannschaftswettkämpfe im Freien Gewehr 400, 600 und 800 m, Kleinkalibergewehr Laufender Hirsch 100 m Einzelschuss und Kleinkalibergewehr Laufender Hirsch 100 m Doppelschuss – hingegen fehlten die Einzel- und Mannschaftswettkämpfe in Armeepistole 30 m, Freie Pistole 50 m, Armeegewehr liegend 300 m, Armeegewehr stehend 300 m, Armeegewehr liegend 600 m, Kleinkalibergewehr stehend 50 m und Freies Gewehr Dreistellungskampf 300 m – außerdem fehlte das Armeegewehr liegend, 300 und 600 m Mannschaft.
- Beim Schwimmen wurde das Programm für Frauen um 100 m Rücken und 200 m Brust erweitert – die 400 m Freistil ersetzten die 300 m Freistil bei den Frauen. Das 400-m-Brustschwimmen der Männer entfiel.
- Im Segeln wurde die offene Bootsklasse Monotyp 1924 hinzugefügt – dagegen entfielen die offenen Bootsklassen 6,5-m-Klasse, 7-m-Klasse, 10-m-Klasse, 12-m-Klasse, 12-Fuß-Dinghy und 18-Fuß-Dinghy.
- Beim Turnen wurde das Programm für Männer um die Geräte Barren, Pauschenpferd, Reck, Ringe und Sprung erweitert – des Weiteren kam der Seitpferdsprung und Tauhangeln hinzu. Das Freie System und das Schwedische System für Männer entfielen.

### Olympische Sportarten/Disziplinen
- Boxen Gesamt (8) = Männer (8)
- Fechten Gesamt (7) = Männer (6)/Frauen (1)
- Fußball Gesamt (1) = Männer (1)
- Gewichtheben Gesamt (5) = Männer (5)
- Leichtathletik Gesamt (27) = Männer (27)
- Moderner Fünfkampf Gesamt (1) = Männer (1)
- Polo Gesamt (1) = Männer (1)
- Radsport
  -  Bahn Gesamt (4) = Männer (4)
  -  Straße Gesamt (2) = Männer (2)
- Reiten
  -  Dressur Gesamt (1) = Männer (1)
  -  Springen Gesamt (2) = Männer (2)
  -  Vielseitigkeit Gesamt (2) = Männer (2)
- Ringen
  -  Freistil Gesamt (7) = Männer (7)
  -  Griechisch-römisch Gesamt (6) = Männer (6)
- Rugby
  -  Rugby Union Gesamt (1) = Männer (1)
- Rudern Gesamt (7) = Männer (7)
- Schießen Gesamt (10) = Männer (10)
- Schwimmsport
  -  Schwimmen Gesamt (11) = Männer (6)/Frauen (5)
  -  Wasserball Gesamt (1) = Männer (1)
  -  Wasserspringen Gesamt (5) = Männer (3)/Frauen (2)
- Segeln Gesamt (3) = Offen (3)
- Tennis Gesamt (5) = Männer (2)/Frauen (2)/Mixed (1)
- Turnen Gesamt (9) = Männer (9)

Anzahl der Wettkämpfe in Klammern

### Zeitplan

#### Mai/Juni
| Zeitplan       | Zeitplan       | Zeitplan | Zeitplan | Zeitplan | Zeitplan | Zeitplan | Zeitplan | Zeitplan | Zeitplan | Zeitplan | Zeitplan | Zeitplan | Zeitplan | Zeitplan | Zeitplan | Zeitplan | Zeitplan | Zeitplan | Zeitplan | Zeitplan | Zeitplan | Zeitplan | Zeitplan | Zeitplan           |
| Disziplin      | Disziplin      | So. 4.   | …        | So. 11.  | …        | So. 18.  | …        | So. 25.  | Mo. 26.  | Di. 27.  | Mi. 28.  | Do. 29.  | Fr. 30.  | Sa. 31.  | So. 1.   | Mo. 2.   | Di. 3.   | Mi. 4.   | Do. 5.   | Fr. 6.   | Sa. 7.   | So. 8.   | Mo. 9.   | Ent- schei- dungen |
| Disziplin      | Disziplin      | Mai      | Mai      | Mai      | Mai      | Mai      | Mai      | Mai      | Mai      | Mai      | Mai      | Mai      | Mai      | Mai      | Juni     | Juni     | Juni     | Juni     | Juni     | Juni     | Juni     | Juni     | Juni     | Ent- schei- dungen |
| -------------- | -------------- | -------- | -------- | -------- | -------- | -------- | -------- | -------- | -------- | -------- | -------- | -------- | -------- | -------- | -------- | -------- | -------- | -------- | -------- | -------- | -------- | -------- | -------- | ------------------ |
| Fußball        | Fußball        |          |          |          |          |          |          |          |          |          |          |          |          |          |          |          |          |          |          |          |          |          | 1        | 1                  |
| Rugby Union    | Rugby Union    |          |          |          |          | 1        |          |          |          |          |          |          |          |          |          |          |          |          |          |          |          |          |          | 1                  |
| Entscheidungen | Entscheidungen |          |          |          |          | 1        |          |          |          |          |          |          |          |          |          |          |          |          |          |          |          |          | 1        | 2                  |
|                |                | So. 4.   | …        | So. 11.  | …        | So. 18.  | …        | So. 25.  | Mo. 26.  | Di. 27.  | Mi. 28.  | Do. 29.  | Fr. 30.  | Sa. 31.  | So. 1.   | Mo. 2.   | Di. 3.   | Mi. 4.   | Do. 5.   | Fr. 6.   | Sa. 7.   | So. 8.   | Mo. 9.   |                    |
| Mai            | Mai            | Mai      | Mai      | Mai      | Mai      | Mai      | Mai      | Mai      | Mai      | Mai      | Mai      | Mai      | Juni     | Juni     | Juni     | Juni     | Juni     | Juni     | Juni     | Juni     | Juni     |          |          |                    |

#### Juni/Juli
| Zeitplan                  | Zeitplan           | Zeitplan | Zeitplan | Zeitplan | Zeitplan | Zeitplan | Zeitplan | Zeitplan | Zeitplan | Zeitplan | Zeitplan | Zeitplan | Zeitplan | Zeitplan | Zeitplan | Zeitplan | Zeitplan | Zeitplan | Zeitplan | Zeitplan | Zeitplan | Zeitplan | Zeitplan | Zeitplan | Zeitplan | Zeitplan | Zeitplan | Zeitplan | Zeitplan | Zeitplan | Zeitplan | Zeitplan | Zeitplan | Zeitplan | Zeitplan | Zeitplan           |
| Disziplin                 | Disziplin          | Mo. 23.  | …        | Do. 26.  | Fr. 27.  | Sa. 28.  | So. 29.  | Mo. 30.  | Di. 1.   | Mi. 2.   | Do. 3.   | Fr. 4.   | Sa. 5.   | So. 6.   | Mo. 7.   | Di. 8.   | Mi. 9.   | Do. 10.  | Fr. 11.  | Sa. 12.  | So. 13.  | Mo. 14.  | Di. 15.  | Mi. 16.  | Do. 17.  | Fr. 18.  | Sa. 19.  | So. 20.  | Mo. 21.  | Di. 22.  | Mi. 23.  | Do. 24.  | Fr. 25.  | Sa. 26.  | So. 27.  | Ent- schei- dungen |
| Disziplin                 | Disziplin          | Juni     | Juni     | Juni     | Juni     | Juni     | Juni     | Juni     | Juli     | Juli     | Juli     | Juli     | Juli     | Juli     | Juli     | Juli     | Juli     | Juli     | Juli     | Juli     | Juli     | Juli     | Juli     | Juli     | Juli     | Juli     | Juli     | Juli     | Juli     | Juli     | Juli     | Juli     | Juli     | Juli     | Juli     | Ent- schei- dungen |
| ------------------------- | ------------------ | -------- | -------- | -------- | -------- | -------- | -------- | -------- | -------- | -------- | -------- | -------- | -------- | -------- | -------- | -------- | -------- | -------- | -------- | -------- | -------- | -------- | -------- | -------- | -------- | -------- | -------- | -------- | -------- | -------- | -------- | -------- | -------- | -------- | -------- | ------------------ |
| Eröffnungsfeier           |                    |          |          |          |          |          |          |          |          |          |          |          |          |          |          |          |          |          |          |          |          |          |          |          |          |          |          |          |          |          |          |          |          |          |          |                    |
| Boxen                     | Boxen              |          |          |          |          |          |          |          |          |          |          |          |          |          |          |          |          |          |          |          |          |          |          |          |          |          |          | 8        |          |          |          |          |          |          |          | 8                  |
| Fechten                   | Fechten            |          |          |          |          |          |          | 1        |          |          |          | 2        |          |          |          |          | 1        |          | 1        |          |          |          | 1        |          |          | 1        |          |          |          |          |          |          |          |          |          | 7                  |
| Gewichtheben              | Gewichtheben       |          |          |          |          |          |          |          |          |          |          |          |          |          |          |          |          |          |          |          |          |          |          |          |          |          |          |          | 1        | 1        | 3        |          |          |          |          | 5                  |
| Leichtathletik            | Leichtathletik     |          |          |          |          |          |          |          |          |          |          |          |          | 2        | 4        | 3        | 3        | 4        | 1        | 4        | 6        |          |          |          |          |          |          |          |          |          |          |          |          |          |          | 27                 |
| Moderner Fünfkampf        | Moderner Fünfkampf |          |          |          |          |          |          |          |          |          |          |          |          |          |          |          |          |          |          |          |          |          |          |          | 1        |          |          |          |          |          |          |          |          |          |          | 1                  |
| Polo                      | Polo               |          |          |          |          |          |          |          |          |          |          |          |          |          |          |          |          |          |          | 1        |          |          |          |          |          |          |          |          |          |          |          |          |          |          |          | 1                  |
| Radsport                  | Bahn               |          |          |          |          |          |          |          |          |          |          |          |          |          |          |          |          |          |          |          |          |          |          |          |          |          |          |          |          |          |          |          |          |          | 4        | 4                  |
| Radsport                  | Straße             |          |          |          |          |          |          |          |          |          |          |          |          |          |          |          |          |          |          |          |          |          |          |          |          |          |          |          |          |          | 2        |          |          |          |          | 2                  |
| Reitsport                 | Dressur            |          |          |          |          |          |          |          |          |          |          |          |          |          |          |          |          |          |          |          |          |          |          |          |          |          |          |          |          |          |          |          | 1        |          |          | 1                  |
| Reitsport                 | Springen           |          |          |          |          |          |          |          |          |          |          |          |          |          |          |          |          |          |          |          |          |          |          |          |          |          |          |          |          |          |          |          |          |          | 2        | 2                  |
| Reitsport                 | Vielseitigkeit     |          |          |          |          |          |          |          |          |          |          |          |          |          |          |          |          |          |          |          |          |          |          |          |          |          |          |          |          |          |          |          |          | 2        |          | 2                  |
| Ringen                    | Freistil           |          |          |          |          |          |          |          |          |          |          |          |          |          |          |          |          |          |          |          |          | 7        |          |          |          |          |          |          |          |          |          |          |          |          |          | 7                  |
| Ringen                    | Griech.-röm.       |          |          |          |          |          |          |          |          |          |          |          |          |          |          |          |          | 6        |          |          |          |          |          |          |          |          |          |          |          |          |          |          |          |          |          | 6                  |
| Rudern                    | Rudern             |          |          |          |          |          |          |          |          |          |          |          |          |          |          |          |          |          |          |          |          |          |          |          | 7        |          |          |          |          |          |          |          |          |          |          | 7                  |
| Schießen                  | Schießen           | 1        |          |          | 2        | 1        |          | 1        | 1        | 2        |          |          |          |          | 1        |          | 1        |          |          |          |          |          |          |          |          |          |          |          |          |          |          |          |          |          |          | 10                 |
| Schwimmsport              | Schwimmen          |          |          |          |          |          |          |          |          |          |          |          |          |          |          |          |          |          |          |          |          |          | 2        |          | 1        | 4        |          | 4        |          |          |          |          |          |          |          | 11                 |
| Schwimmsport              | Wasserball 1       |          |          |          |          |          |          |          |          |          |          |          |          |          |          |          |          |          |          |          |          |          |          |          | 1        |          |          | S/B      |          |          |          |          |          |          |          | 1                  |
| Schwimmsport              | Wasserspringen     |          |          |          |          |          |          |          |          |          |          |          |          |          |          |          |          |          |          |          |          |          | 1        |          | 1        | 1        |          | 2        |          |          |          |          |          |          |          | 5                  |
| Segeln                    | Segeln             |          |          |          |          |          |          |          |          |          |          |          |          |          |          |          |          |          |          |          | 1        |          |          |          |          |          |          |          |          |          |          |          |          | 2        |          | 3                  |
| Tennis                    | Tennis             |          |          |          |          |          |          |          |          |          |          |          |          |          |          |          |          |          |          |          |          |          |          |          |          |          | 1        | 2        | 2        |          |          |          |          |          |          | 5                  |
| Turnen                    | Turnen             |          |          |          |          |          |          |          |          |          |          |          |          |          |          |          |          |          |          |          |          |          |          |          |          |          |          | 9        |          |          |          |          |          |          |          | 9                  |
| Schlussfeier              |                    |          |          |          |          |          |          |          |          |          |          |          |          |          |          |          |          |          |          |          |          |          |          |          |          |          |          |          |          |          |          |          |          |          |          |                    |
| Demonstrationswettbewerbe |                    |          |          |          |          |          |          |          |          |          |          |          |          |          |          |          |          |          |          |          |          |          |          |          |          |          |          |          |          |          |          |          |          |          |          |                    |
| Kanu                      |                    |          |          |          |          |          |          |          |          |          |          |          |          |          |          |          |          |          |          |          |          |          |          |          |          |          |          |          |          |          |          |          |          |          |          |                    |
| Pelota                    | Pelota             |          |          |          |          |          |          |          |          |          |          |          |          |          |          |          |          |          |          |          |          |          |          |          |          |          |          |          | 1        | 1        | 1        | 1        |          |          |          |                    |
| Savate                    |                    |          |          |          |          |          |          |          |          |          |          |          |          |          |          |          |          |          |          |          |          |          |          |          |          |          |          |          |          |          |          |          |          |          |          |                    |
| Entscheidungen            | Entscheidungen     | 1        |          |          | 2        | 1        |          | 2        | 1        | 2        |          | 2        |          | 2        | 5        | 3        | 5        | 10       | 2        | 5        | 7        | 7        | 4        |          | 11       | 6        | 1        | 25       | 3        | 1        | 5        |          | 1        | 4        | 6        | 124                |
|                           |                    | Mo. 23.  | …        | Do. 26.  | Fr. 27.  | Sa. 28.  | So. 29.  | Mo. 30.  | Di. 1.   | Mi. 2.   | Do. 3.   | Fr. 4.   | Sa. 5.   | So. 6.   | Mo. 7.   | Di. 8.   | Mi. 9.   | Do. 10.  | Fr. 11.  | Sa. 12.  | So. 13.  | Mo. 14.  | Di. 15.  | Mi. 16.  | Do. 17.  | Fr. 18.  | Sa. 19.  | So. 20.  | Mo. 21.  | Di. 22.  | Mi. 23.  | Do. 24.  | Fr. 25.  | Sa. 26.  | So. 27.  |                    |
| Juni                      | Juni               | Juni     | Juni     | Juni     | Juni     | Juni     | Juli     | Juli     | Juli     | Juli     | Juli     | Juli     | Juli     | Juli     | Juli     | Juli     | Juli     | Juli     | Juli     | Juli     | Juli     | Juli     | Juli     | Juli     | Juli     | Juli     | Juli     | Juli     | Juli     | Juli     | Juli     | Juli     | Juli     |          |          |                    |

Farblegende

Des Weiteren wurden fünf Kunstwettbewerbe in den Bereichen Baukunst, Literatur, Musik, Malerei und Bildhauerkunst ausgetragen.

## Demonstrationssportarten
Neben den offiziellen Sportarten standen auch folgende olympische Demonstrationssportarten auf dem Programm:
- Kanurennsport
- Pelota
- Savate

## Teilnehmer

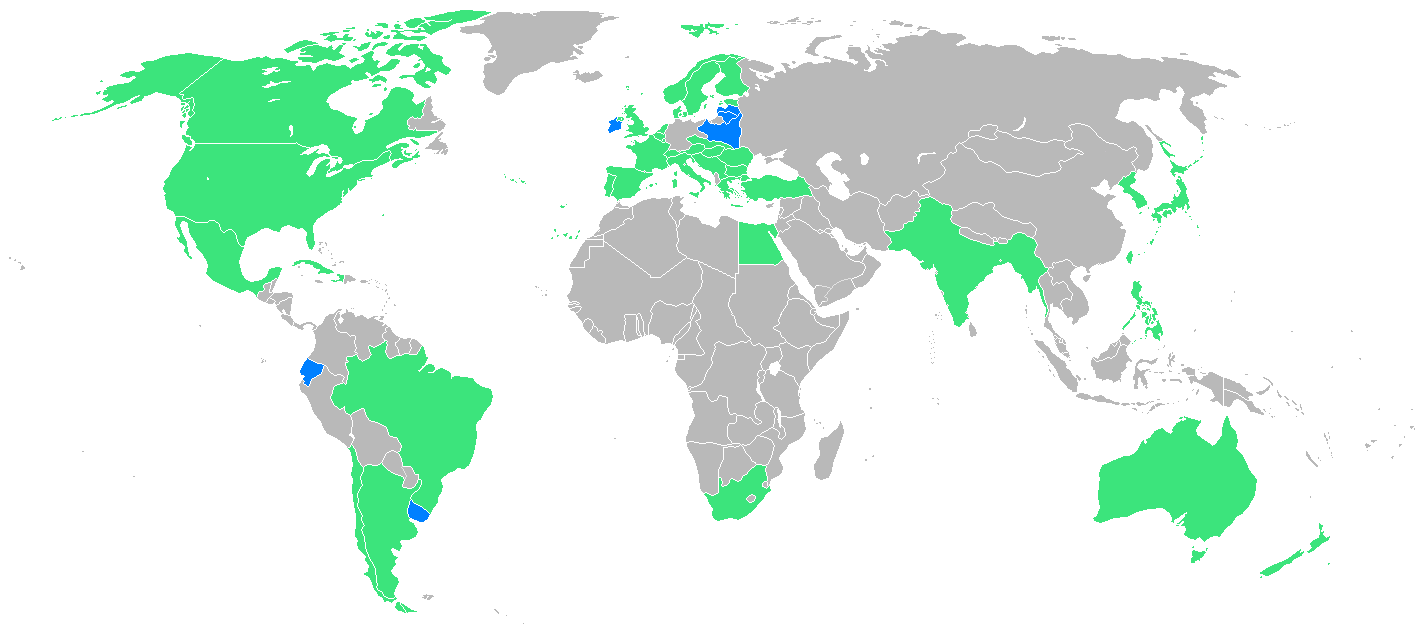
Teilnehmende Nationen:

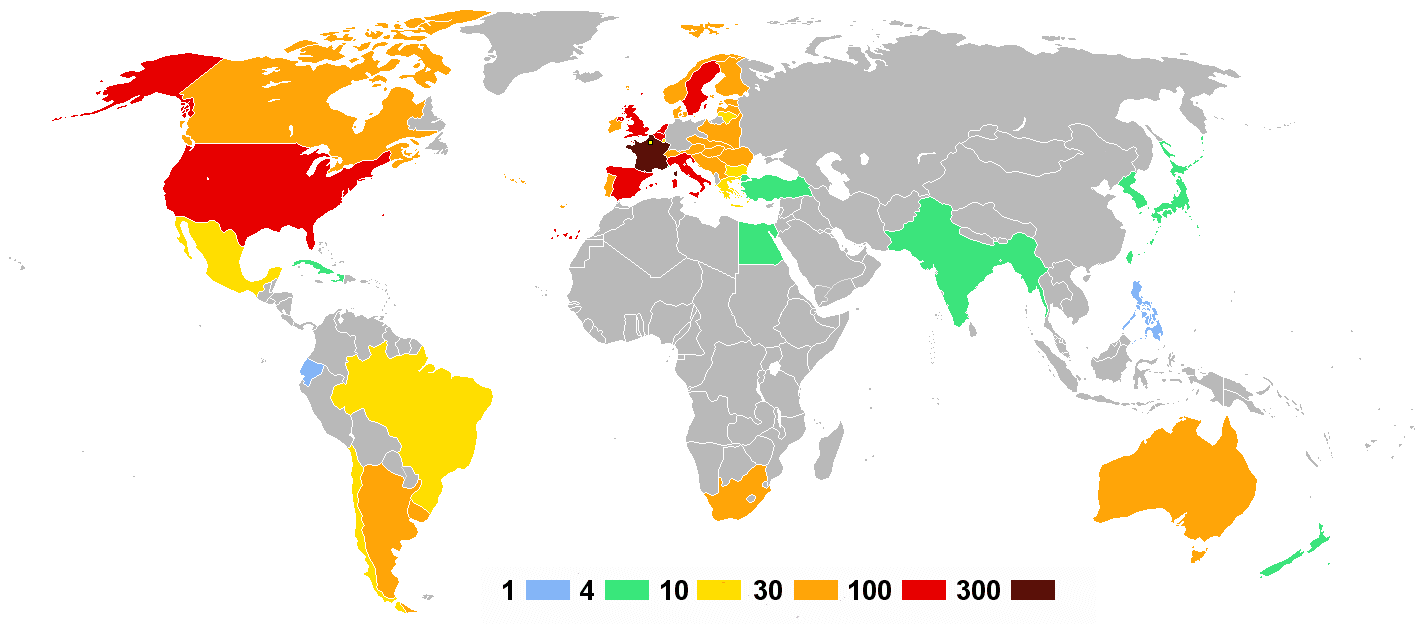
Mannschaftsstärke

Athleten aus 44 Nationen haben an den Spielen teilgenommen. Für China, Ecuador, Haiti, Irland, Litauen, die Philippinen, Mexiko und Uruguay war es das erste Mal. Für Lettland und Polen waren es die ersten Sommerspiele, nachdem sie schon an den Winterspielen 1924 in Chamonix teilgenommen hatten. China zog die Athleten nach der Eröffnungsfeier allerdings zurück. Kriegsverlierende Nationen wie Bulgarien, Österreich, die Türkei und Ungarn, die 1920 noch ausgeschlossen waren, durften im Gegensatz zur Weimarer Republik teilnehmen. Da Deutschland befürchten musste, auch künftig ausgeschlossen zu bleiben, wurden die Deutschen Kampfspiele als Ersatz entsprechend ausgebaut.
| Europa (2.461 Athleten aus 27 Nationen) | Europa (2.461 Athleten aus 27 Nationen) | Europa (2.461 Athleten aus 27 Nationen) |
| --- | --- | --- |
| - Belgien (172) - Bulgarien (24) - Dänemark (89) - Estland (37) - Finnland (121) - Frankreich (401) - Griechenland (26) - Großbritannien (267) - Irland* (48) | - Italien (200) - Jugoslawien (42) - Lettland* (36) - Litauen* (13) - Luxemburg (22) - Monaco (7) - Niederlande (177) - Norwegen (62) - Österreich (49) | - Polen* (65) - Portugal (30) - Rumänien (51) - Schweden (108) - Schweiz (75) - Spanien (95) - Tschechoslowakei (133) - Türkei (22) - Ungarn (89) |
| Amerika (528 Athleten aus 10 Nationen) | | |
| - Argentinien (77) - Brasilien (12) - Chile (11) - Ecuador* (3)                                                                                               | - Haiti (8) - Kanada (65) - Kuba (9) - Mexiko (13) | - Uruguay* (31) - Vereinigte Staaten (299) |
| Asien (33 Athleten aus 3 Nationen) | | |
| - Britisch-Indien (13) - Republik China* | - Japan (19) | - Philippinen* (1) |
| Afrika (63 Athleten aus 2 Nationen) | | |
| - Ägypten (33) | - Südafrikanische Union (30) | |
| Ozeanien (40 Athleten aus 2 Nationen) | | |
| - Australien (36) | - Neuseeland (4) | |
| (Anzahl der Athleten) *erstmalige Teilnahme an Sommerspielen                                                                                                  | | |

## Austragungsorte

Austragungsorte der Olympischen Sommerspiele 1924